# Niederlandistik
Niederlandistik (auch Nederlandistik) ist das wissenschaftliche Forschungs- und Studienfach, das sich mit niederländischer und flämischer Sprachwissenschaft, Literatur, Landeskunde, Gesellschaft und Kultur beschäftigt.

## Studium
Niederlandistik kann an mehr als 20 Universitäten im deutschsprachigen Raum (Münster, Germersheim, Aachen, Köln,  Kiel, Hildesheim, Berlin, Oldenburg, Wien, Zürich und so weiter) als Hauptfach oder Nebenfach belegt werden. Daneben können Sprachkurse im Niederländischen beim Studium der Germanistik angerechnet werden. Die Niederlandistik ist auch im englischsprachigen Raum (Großbritannien sowie USA) etabliert und gewinnt im slawischen Sprachraum besonders seit der EU-Erweiterung verstärkt an Bedeutung.

### Grundstudium
Zu Beginn des Studiums steht meist das Erlernen der niederländischen Sprache. Manche Studenten haben Niederländisch aber bereits als Schulfach gehabt, wie es besonders in Grenzregionen von Nordrhein-Westfalen und Niedersachsen angeboten wird.

### Hauptstudium
Im Hauptstudium werden speziellere Themen, wie zum Beispiel Literaturgeschichte, Linguistik, Übersetzung, Kulturwissenschaften, Gesellschaftskunde gelehrt und erforscht.

## Berufsbilder
Die Berufsbilder der Absolventen sind Lehrer an höheren Schulen,  Lektor in Verlagen, kulturelle Tätigkeiten (zum Beispiel Ausstellungen, Kunstgeschichte) sowie der Beruf als Übersetzer oder Journalist. Ferner sind bei Doppelqualifikation im sozial-, wirtschafts- und rechtswissenschaftlichen Bereich weitere Berufsperspektiven in der freien Wirtschaft oder im öffentlichen Dienst möglich. In den Grenzgebieten zu anderen Sprachräumen besteht meist eine regional oder auch grenzüberschreitende Zusammenarbeit von Behörden und freier Wirtschaft und damit weitere Berufsbilder.

## Geschichte der Niederlandistik

### Anfängliche Geringschätzung des Mittelalters
Anfang des 16. Jahrhunderts wurde, unter dem Einfluss des Humanismus, das Mittelalter (das erst gerade zu Ende gegangen war), eher negativ bewertet, nämlich als die dunkle und ungebildete Zeit zwischen der Antike und der eigenen Zeit. Dementsprechend hat man es oft nicht für nötig gehalten, die mittelniederländischen Handschriften aufzubewahren. Häufig wurden alte Handschriften wiederverwertet: Als Bucheinbände oder Füllmaterial verwendet oder zu Leim zerkocht.

### Neues Interesse am Mittelniederländischen
Zu Beginn des 19. Jahrhunderts kam es unter dem Einfluss des deutschen Lyrikers und Germanisten August Hoffmann von Fallersleben zu einem erneuten Interesse an der mittelniederländischen Sprache und Literatur.
Hier zeigten sich regionale Unterschiede beim neuen Interesse an der Sprachgeschichte.

### Belgien
Im niederländischsprachigen Teil von Belgien, Flandern, interessierten sich die Philologen besonders für die ruhmreiche Vergangenheit des Niederländischen im Mittelalter (siehe Herzogtum Brabant und Grafschaft Flandern).
Im innerbelgischen Sprachenkonflikt wollten sie aufzeigen, dass das Niederländische auf dem Gebiet des heutigen Belgien bereits im Mittelalter eine ruhmreiche Kultursprache war.
Namhafte Vertreter dieser Ausrichtung waren Jan Frans Willems, Ferdinand Snellaert, Constant Serrure und Blommaert.

### Niederlande
In den Niederlanden hingegen war das Mittelalter für die eigene Geschichte und Identität weniger wichtig.
Das Goldene Zeitalter der Niederlande war das 17. Jahrhundert, nicht das Mittelalter. Dementsprechend behandelten die niederländischen Philologen die mittelniederländische Sprache und Literatur auch sachlicher als ihre Kollegen in Flandern. Diese Philologen fasst man auch als die Leidener Schule von Matthias de Vries zusammen. Dazu gehörten (neben de Vries) W.J.A. Jonckbloet, Eelco Verwijs, Jacob Verdam, L.A. te Winkel, W.L. van Helten, Henri Ernest Moltzer, Gerrit Kalff, F.A. Stoett, J.W. Muller und teilweise auch J. Franck.
In dieser Zeit fingen Verwijs und Verdam das Middelnederlandsch Woordenboek an, das "Mittelniederländische Wörterbuch". Es etablierte das das Fachgebiet der Älteren Niederlandistik.

### 20. Jahrhundert
Im 20. Jahrhundert machte die Niederlandistik Fortschritte, aber es wuchs auch das Bewusstsein, dass es folgende große Wissenslücken und Ungewissheiten gab:
- Das amtliche Mittelniederländisch war nicht genügend untersucht, also die nicht-literarischen Texte, zum Beispiel die vielen Urkunden und Bekanntmachungen. Dabei haben amtliche Texte den großen Vorteil, dass aus ihnen hervorgeht, wann und wo sie geschrieben wurden. Literarische Texte hingegen können Abschriften von Abschriften sein, und alle, die diesen Text abgeschrieben haben, können darin ihre sprachlichen Spuren hinterlassen haben.
- Die Artes-Literatur (also die Fachbücher der mittelalterlichen Wissenschaften) waren nicht genügend untersucht worden.
- Es gab zu wenig Textausgaben, und die wenigen Ausgaben, die es gab, waren zu unzuverlässig.
- Man hatte anfangs zu oft angenommen, das Mittelniederländische sei im Wesentlichen eine Standardsprache gewesen,  ohne bedeutende Unterschiede zwischen den einzelnen Jahrhunderten und den einzelnen Regionen.

Um diese Lücken füllen zu können, begann Maurits Gysseling mit einer sehr umfangreichen Ausgabe aller niederländischen Texte bis 1300, dem Corpus van Middelnederlandse teksten (tot en met het jaar 1300), auch Corpus Gysseling genannt.
Diese Textausgabe soll die frühen niederländischen Texte genau und sorgfältig wiedergeben, und zwar amtliche und literarische.
Diese Textausgabe soll es ermöglichen, die zeitliche und räumliche Verteilung von Lauten, Beugungsformen und Satzbauformen zu untersuchen.

## Publikationen
- Jane Fenoulhet, Jan Renkema (Hrsg.): Internationale neerlandistiek. Een vak in beweging (= Lage Landen studies; 1).  Gent: Academia Press 2010, ISBN 978-90-382-1648-5
- Matthias Hüning, Jan Konst, Tanja Holzhey (Hrsg.): Neerlandistiek in Europa. Bijdragen tot de geschiedenis van de universitaire neerlandistiek buiten Nederland en Vlaanderen (= Niederlande-Studien; 49). Waxmann: Münster 2010, ISBN 978-3-8309-2382-4
- Walter Thys (Hrsg.): Intra & extra muros. Verkenningen voornamelijk in de Neerlandistiek en het comparatisme. Delft: Eburon 2008, ISBN 978-90-5972-251-4

## Fachzeitschriften
- Forum der Letteren
- De Gids
- Levende Talen
- Literatuur
- Nachbarsprache Niederländisch
- Nederlandse letterkunde
- Nederlandse taalkunde
- Neerlandia
- Neerlandica extra muros
- De Nieuwe Taalgids
- Onze Taal
- Spektator
- Taal en tongval
- Tijdschrift voor literatuurwetenschap
- Tijdschrift voor Nederlandse Taal- en Letterkunde

Einen direkten Zugang zu elektronischen Zeitschriften bietet der Fachzugang Niederlandistik, Afrikaans, Friesisch der Elektronischen Zeitschriftenbibliothek (EZB). Dieser Fachzugang ist Teil der EZB-Fachsicht des Fachinformationsdienstes Benelux / Low Countries Studies.